# 大田黒元雄
大田黒 元雄（おおたぐろ もとお、1893年1月11日 - 1979年1月23日）は、日本の音楽評論家である。日本における音楽評論の草分けとして知られる。

## 人物・来歴

### 裕福な環境
1893年（明治26年）1月11日、東京府（現・東京都）に生まれる。
大田黒の父は、日本の水力発電の先駆者で、芝浦製作所（現・東芝）の経営を再建し、財をなした大田黒重五郎（-じゅうごろう）である。父・重五郎は、幕府の御家人出身で、小牧（こまき）が本姓であった。熊本藩出身の大田黒惟信（-これのぶ、砲術家）の次女・らく（1925年没）と結婚し、以後大田黒姓を名乗ることとなった。

元雄は長男で一人っ子、幼時について、父・重五郎は、
「元雄は、幼い時から一度だって、頭なんか叩かないで済んで来た。私は元雄をつかまえて、「馬鹿」だなどと言って子供をいぢめたことを知らない。これも妻が良い女であったから、私が頭を擲（なぐ）らずに済むやうな子供をつくりあげて呉（く）れたのかも知れない。現在でも一時（ひとこと）だって争ひの種子（たね）もない。もう一つ幸（さいはひ）なことは、元雄夫婦の間にも争ひがないことである」
と話している。
元雄は、父重五郎の築き上げた裕福な環境で生涯を過ごし、黎明期の写真史に『写真芸術』同人として、福原有信や福原路草、石田喜一郎らと自由で重要な活動を遺し、また生涯にわたって自由な立場から音楽のみならず様々なジャンルで執筆を続けた。
若い頃の渡欧で、実際に作曲家の演奏を聴いた体験も、希有なものであったし、楽譜や資料、欧州の演奏会の情報や芸術の動向に関する最新の情報を日本に持ち込むことができたのも、この財力によるところが大きい。ガブリエル・フォーレの演奏を彼は聴いている。
しかし、それのみならず、音楽に関する専門的な教育を十分に受けていない一青年が、大正時代に、既に活躍ができたというのは、元雄のセンスと才幹によるものであろう。また自身が得られた見聞情報を惜しげもなく提供し、多くの音楽愛好家に親しまれた啓蒙家としての側面もあった。
大森山王（現・大田区山王）と杉並区東荻町（現在は同区荻窪）の2か所の東京の邸宅のほかに、静岡県沼津市や神奈川県小田原市に別邸があった。病弱な母の転地療養先で育てられた元雄は、旧制・神奈川県立第二中学校（現神奈川県立小田原高等学校）卒業後、旧制高等学校には進まず、東京音楽学校の教師ハンカ・シェルデルップ・ペツォルトにピアノを師事した。1912年（明治45年）に渡英し、ロンドン大学で約2年間にわたって経済学を修める傍ら、音楽会や劇場に通い詰めて本場の芸術に親しんだ。1914年（大正3年）7月に一時帰国したが、第一次世界大戦の勃発で再び渡英できなくなったため日本にとどまる。

### 音楽と文学社のころ
1915年（大正4年）2月、『現代英国劇作家』を洛陽堂（河本亀之助）から上梓、同年5月、松本合資会社改メ合資会社山野楽器店（現・山野楽器）店主の山野政太郎から「作曲家の評伝のようなもの」を書かないかと勧められ、ロンドン時代に集めた資料や情報をもとに『バッハよりシェーンベルヒ』を刊行した。同書で、日本では知られていなかった多くの作曲家を紹介した。Mozart（モーツァルト）⇒「モツアルト」、Rossini（ロッシーニ）⇒「ロシニ」、Saint-Saëns（サン＝サーンス）⇒「サン、サーン」、Fauré（フォーレ）⇒「フヲーレー」、Debussy（ドビュッシー）⇒「デビユッシイ」、Rachmaninoff（ラフマニノフ）⇒「ラハマニノフ」等、作曲家の発音表記は現在一般的ではない表記が目につくが、現在と同様の表記の方が多い。
作曲家を紹介した本は量と質でそれまでの書物の群を抜き、発行部数は少ないものの大田黒の名を一躍高からしめた。同書一冊の価格が1円50銭、同書の印税は40円であった。

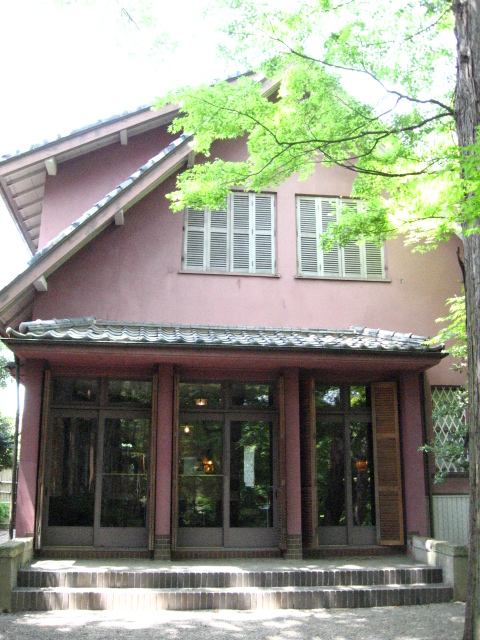
大田黒が住んでいた自邸（大田黒公園にて撮影）

「ドビュッシーを日本で初めて紹介した」とされることが多いが、同書刊行以前に、『星の王子様』の邦訳で知られる内藤濯が、1908年（明治41年）に「印象主義の学才」というエッセイを雑誌『音楽界』（1908年9月号、楽会社）に、永井荷風が「西洋音楽最近の傾向」を『早稲田文学』（1908年10月）で紹介している。大田黒は「デビュッシィ」と表記していたが、永井荷風は1908年の時点で既に「ドビュツシー」と表記している。
ただし、演奏会でまとまった作品を演奏したのは大田黒らであるとは言えるであろうし、数度にわたって評伝やドビュッシーの音楽論集を刊行しており、日本で最初にドビュッシーの評伝らしい評伝を書いた最初の人物であるとは言えるであろう。
「日本で最初の音楽評論家である」といわれているが、これも客観的にそう断じるのは容易ではない。吉田秀和の随筆集『響きと鏡』の中には、吉田が園遊会のような席で、大田黒のことを英語で「日本で最初の音楽批評家」と紹介している場面が出てくる。
1916年（大正5年）から1919年（大正8年）まで、堀内敬三や小林愛雄、野村光一と共に進歩的な同人誌『音楽と文学』を刊行、「音楽と文学社」を設立し、同誌の中心人物として活躍した。月1回自邸で音楽の集いを開き、自らピアノを演奏し、スクリャービンやドビュッシーなど当時最先端だった近代音楽の紹介普及に尽力。この間、1918年（大正7年）に声楽家の広田ちづえと結婚している。同年来日したセルゲイ・プロコフィエフを厚く持てなした。
1921年（大正10年）11月から二度目の外遊に出発するまでに、少なくとも18冊の著書と2冊の訳書を上梓している。1923年（大正12年）3月に日本へ帰国。潤沢な資産を背景に、長谷川巳之吉の第一書房を資金援助し、同社の『近代劇全集』が大赤字となった際には、当時の金で7万円という大金を出資したこともある。1940年（昭和15年）版の『日本紳士録』によると、当時大田黒が収めた所得税は1万4,086円であり、これは1996年（平成8年）の貨幣価値で約3,000万円に相当する。

### 昭和に入って
1924年（大正13年）から1925年（大正14年）まで、および1928年（昭和3年）から1929年（昭和4年）まで、欧米の各地を周遊している。評論活動の傍ら、父親の仕事の関係で、株式会社東京高級鋳物の取締役、株式会社東邦重工業（現在の東邦化学工業）の常任監査役、株式会社電業社（現在の電業社機械製作所）監査役、株式会社電業機製作所の監査役を兼務したが、教職などには一切就くことなく芸術的な自由人としての生活を貫いた。
第二次世界大戦後は、NHKのラジオ番組『話の泉』（放送期間 1946年12月3日 - 1964年3月31日）のレギュラー出演者となり、ダンディな語り口で茶の間の人気を博した。生涯の著書数は、再出版を除いて76冊、訳書は32冊にのぼる。趣味は野球や相撲や推理小説など幅広く、著書の内容も音楽評論以外に『西洋の汽車』『野球春秋』『ネクタイ談義』『英米探偵小説案内』など多岐にわたり、食道楽としても知られ、吉田秀和から「大正リベラリズムが生んだひとつの典型。今でもあの人が私の唯一の先輩」と評された。
1964年（昭和39年）、紫綬褒章を受章、1967年（昭和42年）、勲三等瑞宝章を受勲した。晩年の1977年（昭和52年）秋に、文化功労者に選ばれた際は「自分の道楽のためにやったことが表彰されるようになった」と語った。1979年（昭和54年）1月23日、死去する。満86歳没。逝去にあたり、銀杯三号を受け、従四位に叙された。
1933年（昭和8年）から生涯を過ごした、2,700坪に及ぶ杉並区荻窪の自邸跡地は、その大部分が「大田黒公園」となった。1933年（昭和8年）に建てられた仕事場が「記念館」として保存されている。
墓所は東京都豊島区駒込の染井霊園。

## おもなビブリオグラフィ

### 著書
- 『バッハよりシェーンベルヒ』（山野楽器店、1915年）NDLJP:954855
- 『近代音楽精髄』（音楽と文学社、1916年）NDLJP:955148
- 『歌劇大観』（音楽と文学社、1917年） - その後出版社を変え数度増補改訂新編して出版
- 『洋楽夜話』（音楽と文学社、1917年）NDLJP:955896
- 『露西亜舞踊』（音楽と文学社、1917年）
- 『続洋楽夜話』（音楽と文学社、1917年）NDLJP:955895
- 『続バッハよりシェーンベルヒ』（音楽と文学社、1918年）NDLJP:954854
- 『音楽日記抄』（音楽と文学社、1919年）NDLJP:961538
- 『第二音楽日記抄』（音楽と文学社、1920年）NDLJP:961540
- 『第三音楽日記抄』（音楽と文学社、1921年）NDLJP:961539
- 『露西亜舞踊』（第一書房、1926年）NDLJP:1020799
- 『ドビュツシイ』（第一書房、1932年）NDLJP:1212932
- 『音楽万華鏡』（第一書房、1933年）NDLJP:1209324
- 『奇妙な存在』（第一書房、1933年）
- 『随筆集 気楽な散歩』（第一書房、1934年）NDLJP:1209530
- 『休日の書』（第一書房、1937年）NDLJP:1218649
- 『音楽そのほか』（第一書房、1940年）NDLJP:1266092
- 『音楽の窓』（湖山社、1950年）
- 『ドビュツシイ評伝』（名曲堂、1951年）NDLJP:2458212
- 『おしゃれ紳士』（ダヴィッド社、1958年）NDLJP:2939674
- 『歌劇大事典』（音楽之友社、1962年）NDLJP:2497858
- 『はいから紳士譚』（朝日新聞社、1970年）

### 訳書
- 『水の上の音楽（第一訳著集）』（音楽と文学社、1919年）NDLJP:962854
- 『微笑と嘲笑（第二訳著集）』（音楽と文学社、1919年）NDLJP:961601
- 『ペトルーシュカ（第三訳著集）』（音楽と文学社、1920年）NDLJP:964558
- アダム・カアス『管絃楽及び管絃楽法の歴史的研究』（第一書房、1925年）NDLJP:1017976
- シリル・スコット『音楽に関連せる近代主義の哲学』（第一書房、1926年）NDLJP:1018038
- ロマン・ロオラン『近世音楽の黎明』（第一書房、1926年）NDLJP:1020016
- ロマン・ロオラン『過ぎし日の音楽家』（第一書房、1928年）NDLJP:1260232
- ジャン・コクトオ『雄鳥とアルルカン』（第一書房、1928年）
- セシル・グレイ『音楽芸術史』（第一書房、1930年）NDLJP:1219420
- ロマン・ロオラン『今日の音楽家』（第一書房、1930年）NDLJP:1181525
- セシル・グレイ『現代音楽概観』（第一書房、1930年）NDLJP:1195804
- パウル・ベッカア『ベートーヴェン（ベエトォヴェン）』（第一書房、1931年）NDLJP:1193651
- ドビユツシイ『ムッシュ・クロッシュ・アンティディレッタント ドビユツシイ音楽評論集』（第一書房、1931年）NDLJP:1227319
- アンドレ・ピロ『バッハ』（第一書房、1931年）NDLJP:1181551
- ミシェル・ブルネ『ハイドン』（第一書房、1932年）NDLJP:1180383
- シュウリッヒ『モオツアルト』（第一書房、1933年）NDLJP:1180710
- ストラヴィンスキー『ストラヴィンスキイ自伝』（第一書房、1936年）NDLJP:1227549
- カルヴォコレシ『近代音楽回想録』（第一書房、1938年）NDLJP:1244272
- ジョオジ・ダイスン『音楽文化史』（第一書房、1938年）NDLJP:1244257
- マアドック『ショパン評伝』（第一書房、1939年）NDLJP:1265138
- セシル・グレイ『音楽の現在及び将来』（第一書房、1942年）NDLJP:1069222